# PLEKHG2
ヒト19番染色体に存在するpleckstrin homology and RhoGEF domain containing G2 (PLEKHG2) タンパク質をコードする遺伝子。ARHGEF42、FLJ00018と表記されることもある。
PLEKHG2タンパク質は、約1300アミノ酸、130 kDaあまりの巨大なタンパク質で、その構造のN末端付近に、Dbl homology (DH) ドメイン及びpleckstrin homology (PH) ドメインを有する。DHドメインは、Rhoファミリー低分子量Gタンパク質 (RhoGTPase) 上のGDPをGTPに変換するグアニンヌクレオチド交換活性を担うドメインであり、このドメインを持つPLEKHG2もRho特異的なグアニンヌクレオチド交換因子 (RhoGEF) として作用する。
RhoGTPaseの活性化により、アクチン細胞骨格が再構築され、細胞の形態が変化することから、PLEKHG2が、RhoGTPase及びアクチン再構築を介して、細胞の運動性や神経細胞のニューロンネットワークの発達に寄与しているのではないかと考えられている (後述参照)。
なお、FLJ00018という表記は、NEDOによる「完全長cDNA構造解析プロジェクト」によってクローニングされた際に付された。FLJ00018のFLJは、Full-length and long Japanの略であり、018はゼロイチハチと読み、新元号「令和 (レイワ; 018) 」とは一切関係がない。 

## クローニング

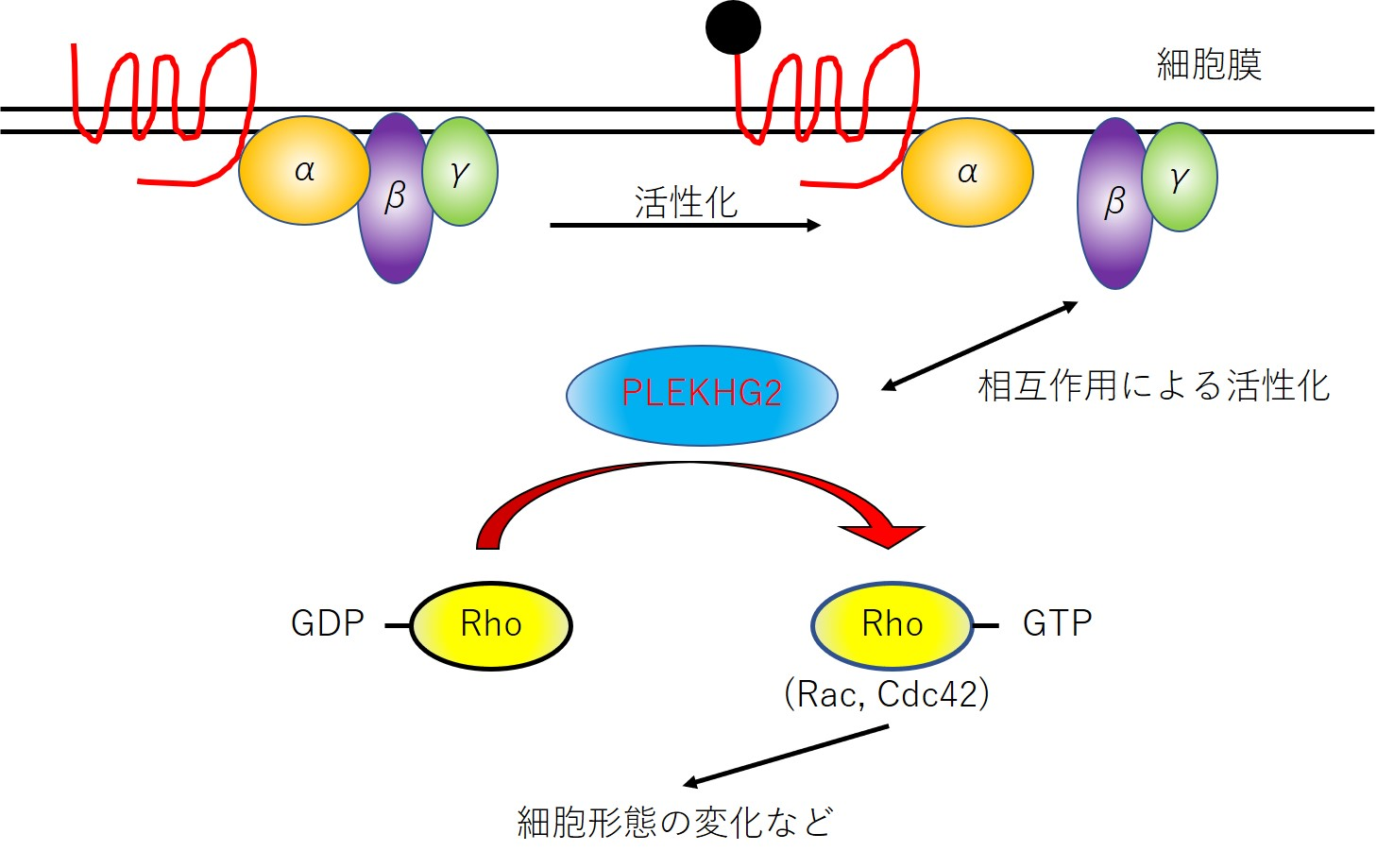
PLEKHG2の活性制御機構とPLEKHG2によるRhoの活性化

レトロウイルス導入によって突然変異誘発されたBXH2およびAKXD組換え近交系マウスは、骨髄性白血病、B細胞・T細胞白血病を高頻度で発症することが知られている。
2002年、Himmelらは、この急性骨髄性白血病のモデルを用いて、Evi24と呼ばれるレトロウイルスの取り込み部位の下流に新規Dblファミリーグアニンヌクレオチド交換因子遺伝子が含まれることを示し、Clgと名付けた。
HemmelらはClgをクローニングし、ヒト19番染色体19q13.1領域に含まれるPLEKHG2と相同性があることを示し、急性骨髄性白血病との関連を指摘した。

## 機能
Hemmelらは2002年に発表した論文中において、ClgのDH-PHドメインを含むコンストラクトが、Cdc42のグアニンヌクレオチド交換を促進するが、Rac1やRhoAのグアニンヌクレオチド交換は促進しないことを示した。また、全長ClgおよびClgのDH-PHドメインをNIH3T3細胞に導入し形質転換が生じることを示した。
後に、Uedaらは、完全長ヒトPLEKHG2の発現コンストラクトをHEK293細胞に導入し、in vitroにおいて、PLEKHG2が三量体Gタンパク質共役型受容体 (GPCR) に共役する三量体Gタンパク質のGβγサブユニットによって活性化される事を示した。またUedaらは、PLEKHG2が、RhoGTPaseのうち、Rac1、Cdc42を活性化し、細胞形態変化に寄与することを示した。
2013年、RunneらによってPLEKHG2が、Jurkat T細胞を含むいくつかの白血病細胞株において発現上昇していることを示した。また、Runneらは同論文中において、GPCRシグナル依存的にRacおよびCdc42を活性化すること、アクチン重合を介してリンパ球の走化性を調節することを示し、PLEKHG2が細胞運動の重要な制御因子だと考えられた。
さらに近年、PLEKHG2は細胞内の様々なシグナルによってリン酸化などの修飾や他のタンパク質との相互作用を介して活性調節を受けることが明らかとなっている (相互作用・修飾の項参照) が、生体内での機能は不明な点が多い。

## 疾患関連性
精神遅滞、ジストニア、出生後小頭症の患者においてPLEKHG2遺伝子のArg204Trp変異が見つかっており、疾患との関連も示唆されている。

## 相互作用
PLEKHG2は、以下のタンパク質と結合することが知られている。
・Gβγ
三量体Gタンパク質のGβγとPLEKHG2とが直接相互作用する事でPLEKHG2が活性化される。
・β-アクチン
相互作用によって、PLEKHG2の活性が抑制される。β-アクチン、γ-アクチンどちらも相互作用するが、β-アクチンの方が抑制作用が強いと考えられている。
・Four and a Half LIM domain1 (FHL1)
FHL1のアイソフォームのうちFHL1A及びFHL1BがPLEKHG2と相互作用する。相互作用によってPLEKHG2が活性化され、細胞突起形成などに寄与すると考えられている。Gβγ、FHL1、及びPLEKHG2が複合体を形成している可能性も示唆されているが、どのシグナルの下流で相互作用が制御されているかは明らかとなっていない。後にNishikawaらによって、この相互作用はFHL1特異的であり、FHL2やFHL3とは結合しないことが示された。
・Gαs
GαsがPLEKHG2と直接的に相互作用し、PLEKHG2の活性を抑制することが示された。

## 修飾
PLEKHG2は以下のタンパク質が関連するシグナルによりリン酸化等の修飾を受けることが知られている。
・SRC
SrcシグナルによってPLEKHG2の489番目のチロシン残基がリン酸化されることが示された。
・EGFR
EGFRシグナルによってPLEKHG2の680番目のスレオニン残基がリン酸化される事が示された。リン酸化により、PLEKHG2が活性化され、細胞の神経突起様構造が増加する。